# 勞拉·維尼亞
勞拉·維尼亞（義大利語：Laura Vigna，1999年1月24日—）是一名出生於義大利皮埃蒙特大区的壘球選手，司職外野手，目前效力於A1聯賽弗利。她曾隨隊參加2019年歐洲女子壘球錦標賽，結果獲得金牌。

## 外部連結
- 勞拉·維尼亞的Instagram帳戶